# Phyllophaga manantleca
Phyllophaga manantleca är en skalbaggsart som beskrevs av Miguel-Angel Morón, Luis Eugenio Rivera-Cervantes och Mario López-Vieyra 2001. Phyllophaga manantleca ingår i släktet Phyllophaga och familjen Melolonthidae. Inga underarter finns listade i Catalogue of Life.